# Jaime Durán
Jaime Durán (El Grullo, Jalisco, México), 2 de diciembre de 1981) es un exfutbolista y director técnico mexicano. Surgió de las fuerzas básicas del Atlas. El 19 de septiembre de 2018 debutó como entrenador al ser nombrado al frente del Deportivo Cafessa de la Segunda División.

## Trayectoria
Lo debutó Ricardo La Volpe con Atlas en el Torneo Invierno 99, estuvo con los Zorros hasta el Apertura 2006.
Además ha jugado para el Atlas y Puebla y para el Club León de la Liga de Ascenso de México.
Jugó con Puebla en el Apertura 2007, con Morelia del Clausura 2007 al Apertura 2008, volvió al Atlas en el Clausura 2009, otra vez con Morelia en Apertura 2009 y Bicentenario 2010, jugó con Jaguares en Apertura 2010 y Clausura 2011.
Llegó a Puebla en el Apertura 2011. En el 2014 formó parte de Correcaminos de la UAT, finalmente, en 2015 fue contratado por el Club Petrolero de Bolivia, hasta 2016.

## Clubes

### Como jugador
| Club                   | País    | Año       | PJ (enlace roto disponible en Internet Archive; véase el historial, la primera versión y la última). | Goles |
| ---------------------- | ------- | --------- | --- | ----- |
| Atlas                  | México  | 1999-2006 | 125                                                                                                  | 2     |
| Puebla                 | México  | 2007      | 17                                                                                                   | 1     |
| León                   | México  | 2007      | 16                                                                                                   | 1     |
| Morelia                | México  | 2008      | 23                                                                                                   | 0     |
| Atlas                  | México  | 2009      | 6 | 0     |
| Morelia                | México  | 2009-2010 | 29                                                                                                   | 0     |
| Jaguares               | México  | 2010-2011 | 12                                                                                                   | 0     |
| Puebla Fútbol Club     | México  | 2011-2014 | 59                                                                                                   | 0     |
| Correcaminos de la UAT | México  | 2014      | 6 | 0     |
| Club Petrolero         | Bolivia | 2015-2016 | |       |

### Como director técnico
| Club                      | País   | Año           |
| ------------------------- | ------ | ------------- |
| Deportivo Cafessa         | México | 2018-2019     |
| Deportivo Cafessa Jalisco | México | 2019-presente |

## Selección nacional
Medalla de bronce en los Juegos Panamericanos de Santo Domingo 2003 Fútbol en los Juegos Panamericanos.